# Mika Larsson
Mika Larsson, född 4 februari 1945 i Stockholm, är en svensk journalist och diplomat. Hon har arbetat för bland annat Aftonbladet och Sveriges Radio samt vid svenska ambassaden i Warszawa.

## Biografi
Mika Larsson är dotterdotter till poeten Erik Axel Karlfeldt och har anlitats flitigt för att berätta om Karlfeldt och recitera hans diktning. Hon arbetade under 70-talet för Aftonbladet, och sedermera som utrikeskorrespondent för Sveriges Radio. Åren 1983–1986 var Mika Larsson chefredaktör för Linjeflygs reportagetidning Upp & Ner och 1986-1992 arbetade hon i bokförlaget Bra Böcker. Sedan 1997 är hon verksam som konsult och frilansskribent.
Åren 1980–1982 var Mika Larsson utrikeskorrespondent i Polen för Sveriges Radio då grunden för fackföreningen Solidaritet lades genom storstrejken i Gdansk. För sina insatser belönades hon 1982 med Stora Journalistpriset. Om dessa år har hon även skrivit boken Det började i Gdansk. Larsson belönades 1996 med Riddarkorset av Republiken Polens förtjänstorden för sin insats under Solidaritetstiden. Åren 1992–1996 var Mika Larsson kulturattaché vid Sveriges ambassad i Warszawa. År 2002 återkom hon till ambassaden i Warszawa, denna gång som kultur- och pressråd, en tjänst hon innehade fram till 2007. Mika Larsson har ett flertal gånger intervjuats i media i egenskap av Polenkännare.